# Mesochelifer ressli
Espèce
Mesochelifer ressli est une espèce de pseudoscorpions de la famille des Cheliferidae.

## Distribution
Cette espèce se rencontre en Autriche, en Italie, en Suisse, en Allemagne, en Tchéquie, en Slovaquie, en Pologne, en Russie et au Kazakhstan,.

## Description
Les mâles mesurent de 2,68 à 3,47 mm et les femelles de 2,67 à 3,69 mm

## Étymologie
Cette espèce est nommée en l'honneur de Franz Ressl.

## Publication originale
- Mahnert, 1981 : Mesochelifer ressli n. sp., eine mit Chelifer cancroides (L.) verwechselte Art aus Mitteleuropa (Pseudoscorpiones, Cheliferidae). Veröffentlichungen des Tiroler Landesmuseums Ferdinandeum, vol. 61, p. 47-53 (texte intégral).